# Keilkopf-Glattstirnkaiman
Der Keilkopf-Glattstirnkaiman (Paleosuchus trigonatus) ist ein Vertreter der Familie der Alligatoren.

## Merkmale
Der Keilkopf-Glattstirnkaiman erreicht eine maximale Körperlänge von etwa 1,70 Metern bei den Männchen und etwa 1,40 Metern bei den Weibchen. Er ist damit wie der einzige weitere Vertreter der Glattstirnkaimane (Gattung Paleosuchus), der Brauen-Glattstirnkaiman (Paleosuchus palpebrosus), ein sehr kleiner Vertreter der Krokodile. Auch sein Schwanz ist relativ kurz. Die Beine sind dagegen relativ lang und ermöglichen den Tieren einen sehr hohen Gang, der an den von Säugetieren erinnert. Die Schnauze ist recht breit und ähnelt der junger Krokodilkaimane (Caiman crocodilus). Die Nackenschilder und die Schilder des Schwanzes sind groß und dreieckig, die Ränder sehr scharfkantig. Anders als die Schwänze anderer Krokodile ist der dieser Tiere nicht seitlich, sondern dorsoventral abgeflacht und die doppelte Schildreihe des Schwanzes steht seitlich ab. Weitere Merkmale der Glattstirnkaimane sind die braunen Augen sowie das Fehlen eines knöchernen Grates zwischen den Augen, daher der Name der Gruppe. Insgesamt ist der Körper und auch der Schwanz stark verknöchert.

## Verbreitung

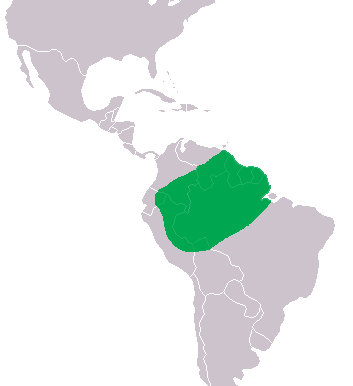
Verbreitung

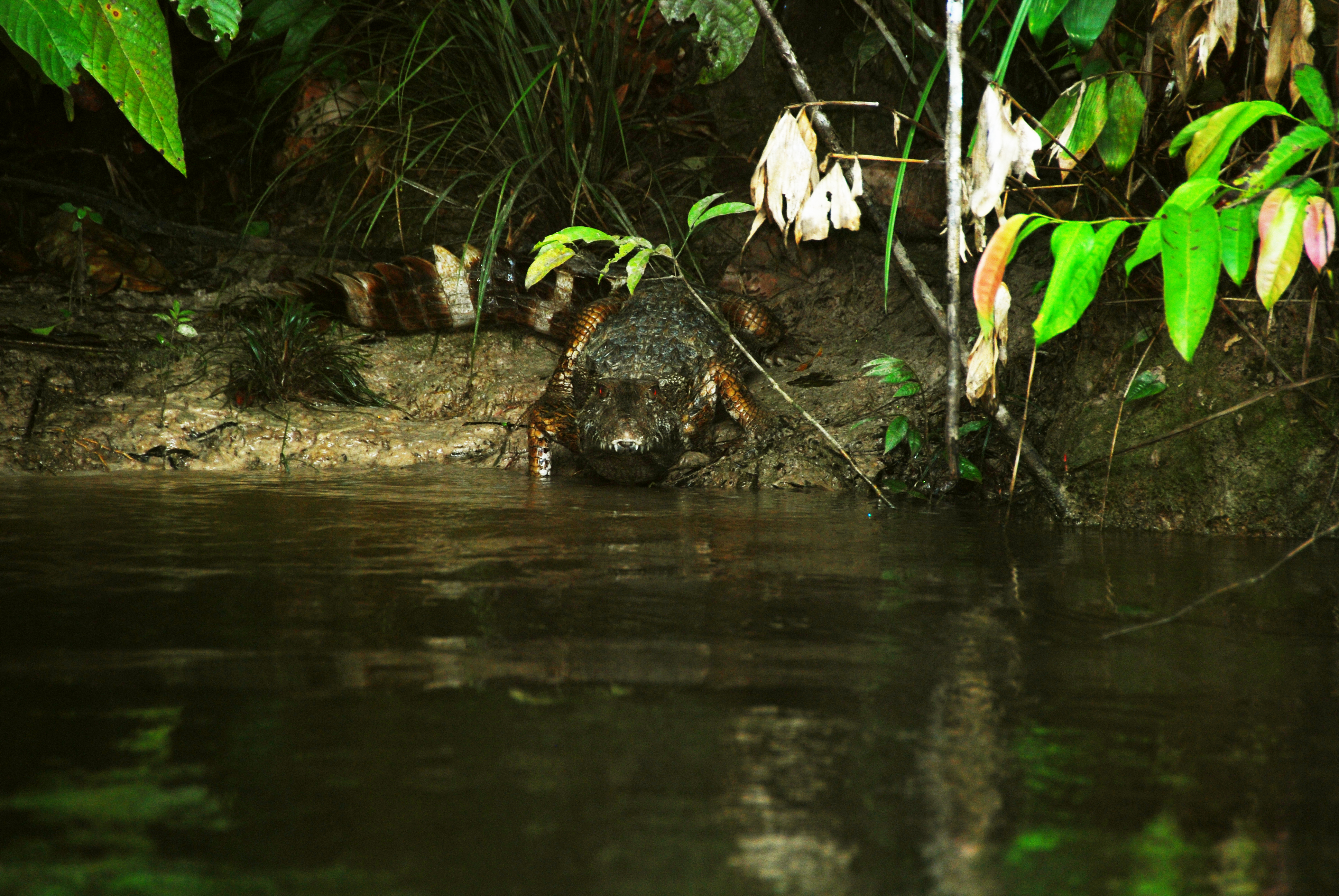
Keilkopf-Glattstirnkaiman im Anaxiqui River, Amazonas, Brasilien

Der Keilkopf-Glattstirnkaiman lebt in den dichten Regenwäldern des Amazonas- und des Orinokobeckens. Zu finden ist er in Guayana, Suriname und Französisch-Guayana, wo er sich vor allem in den kleinen Bächen und Flüssen der Systeme aufhält. Dabei verstecken sie sich auch regelmäßig außerhalb der Gewässer im Unterholz oder in hohlen Baumstämmen.

## Lebensweise
Keilkopf-Glattstirnkaimane bauen Hügelnester aus Erde und Pflanzenmaterial, die sie im Unterholz verstecken. Die Nester werden zum Ende der Trockenperiode angelegt und die Weibchen legen zwischen 10 und 15 Eier hinein. Zum Beginn der Regenzeit schlüpfen die Jungtiere. Die ausgewachsenen Tiere bilden Territorien, die etwa 500 bis 1500 Flussmeter umfassen. Die Geschlechtsreife erlangen Weibchen etwa mit 1,30 Meter und Männchen mit 1,40 Meter, vorher verteidigen sie ihre Territorien nicht.
Die Jungtiere ernähren sich vor allem von Insekten, jagen allerdings ab einer relativ geringen Größe auch schon Schlangen, Vögel und Echsen. Ausgewachsene Kaimane ernähren sich zusätzlich von Säugetieren wie Stachelschweinen und Pakas.